# Jovetia humilis
Jovetia humilis là một loài thực vật có hoa trong họ Thiến thảo. Loài này được Guédès mô tả khoa học đầu tiên năm 1975. Chúng là loài đặc hữu của Madagascar.